# Neue Ära
Neue Ära (letteralmente "nuova era" in lingua tedesca) fu il termine coniato per indicare la politica governativa nel  Regno di Prussia tra l'autunno 1858 e la primavera 1862, dopo l'era reazionaria sotto Federico Guglielmo IV.

## Gli inizi
La Neue Ära inizia con la reggenza di Guglielmo Federico il 7 ottobre 1858, che divenne re di Prussia nel 1861 con il nome di Guglielmo I. Dopo l'era reazionaria degli anni Cinquanta del XIX secolo, incentrata sulla salvaguardia degli usi arbitrari dei vecchi conservatori, il nuovo reggente cercò di imporre riforme nominando un governo conservatore-liberale. Tuttavia, i tentativi di riforma furono bloccati dai membri del parlamento provenienti dall'aristocrazia Junker, che dominavano la Camera dei Signori.

## Le elezioni del dicembre 1861 e del maggio 1862
Il re, comunque, si affidò ai conservatori per rafforzare il suo potere, infatti questi respingevano in linea di principio la partecipazione del parlamento agli affari militari. Così, al fine di ottenere una maggioranza conservatrice nella Camera dei Signori, il re indisse nuove elezioni, a seguito delle quali i conservatori ricevettero il 29,5% dei seggi, mentre il potere dei vecchi liberali fu drasticamente ridotto del 40%. Tuttavia, Guglielmo I, non soddisfatto, sciolse nuovamente la Camera, ma ciò non comportò alcun cambiamento.

## Fine dell'Era
Lo scioglimento della Camera dei Rappresentanti prussiana recentemente eletta e la nomina del principe Adolf zu Hohenlohe-Ingelfingen come primo ministro "ad interim" sono considerati la fine della nuova era. Dalla primavera del 1862 in poi, la politica prussiana fu dominata dai liberali monarchici come il ministro del commercio e delle finanze August von der Heydt e dai conservatori come il ministro della guerra Albrecht von Roon.